# Торреано
Торреано (итал. Torreano) —  коммуна в Италии, располагается в регионе Фриули-Венеция-Джулия, в провинции Удине.
Население составляет 2265 человек (2008 г.), плотность населения составляет 67 чел./км². Занимает площадь 34 км². Почтовый индекс — 33040. Телефонный код — 0432.
Покровителем коммуны почитается святитель Мартин Турский, празднование 11 ноября. 

## Демография
Динамика населения:

## Администрация коммуны
- Официальный сайт: http://www.torreano.net/